# Les Paüls (Toralla)
Les Paüls és un paratge del terme municipal de Conca de Dalt, a l'antic terme de Toralla i Serradell, al Pallars Jussà, en territori del poble de Toralla.
Està situat al sud-est del poble de Toralla, a la dreta de la llaueta del Canemàs. És a llevant de la partida d'Escanemàs, a ponent de la Costa del Toll i al nord-est de la partida de Baldoses.